# Küchenreibe

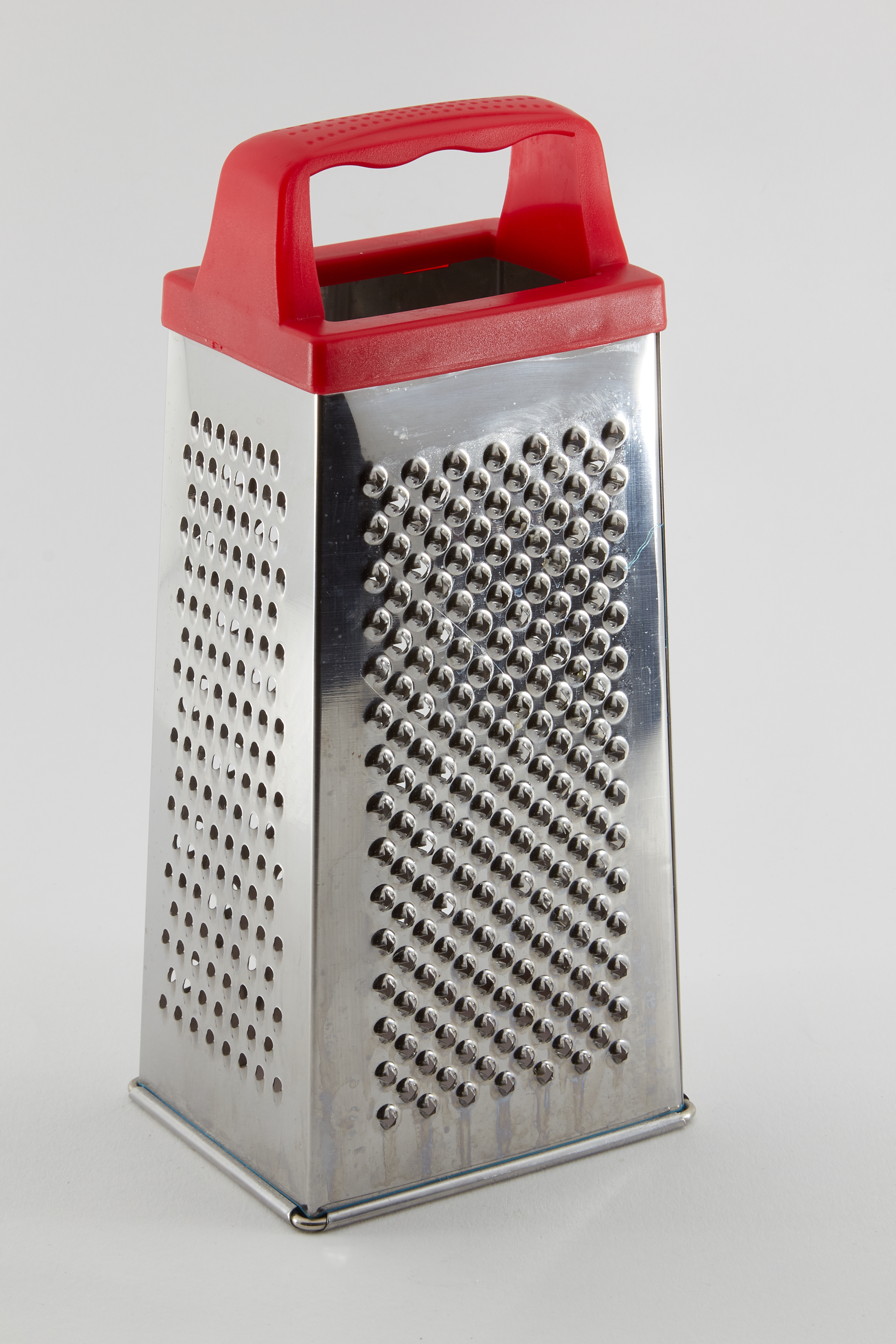
Vierseitige Küchenreibe

Benutzung einer Küchenreibe

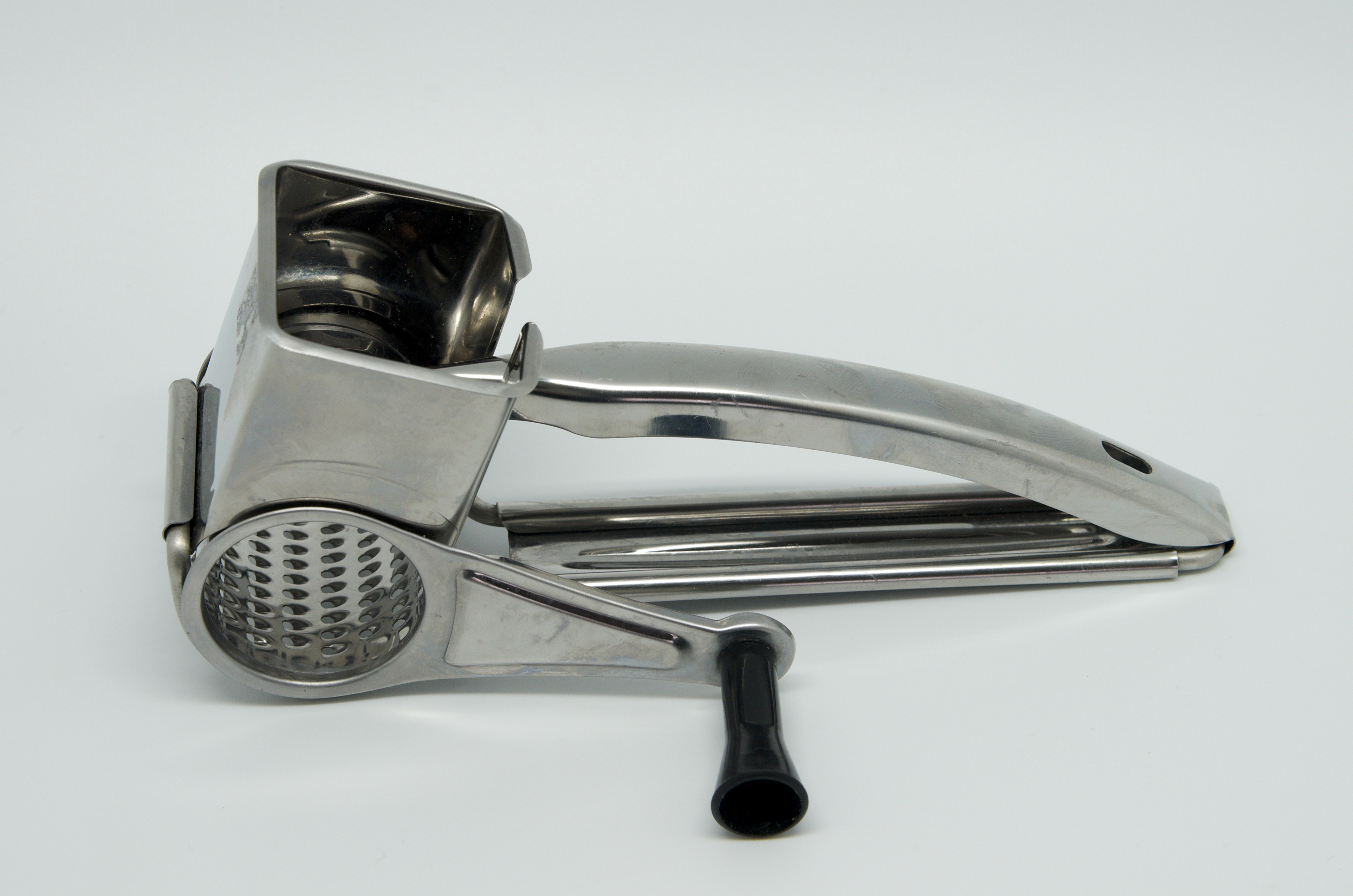
Reibe mit handgetriebener Walze

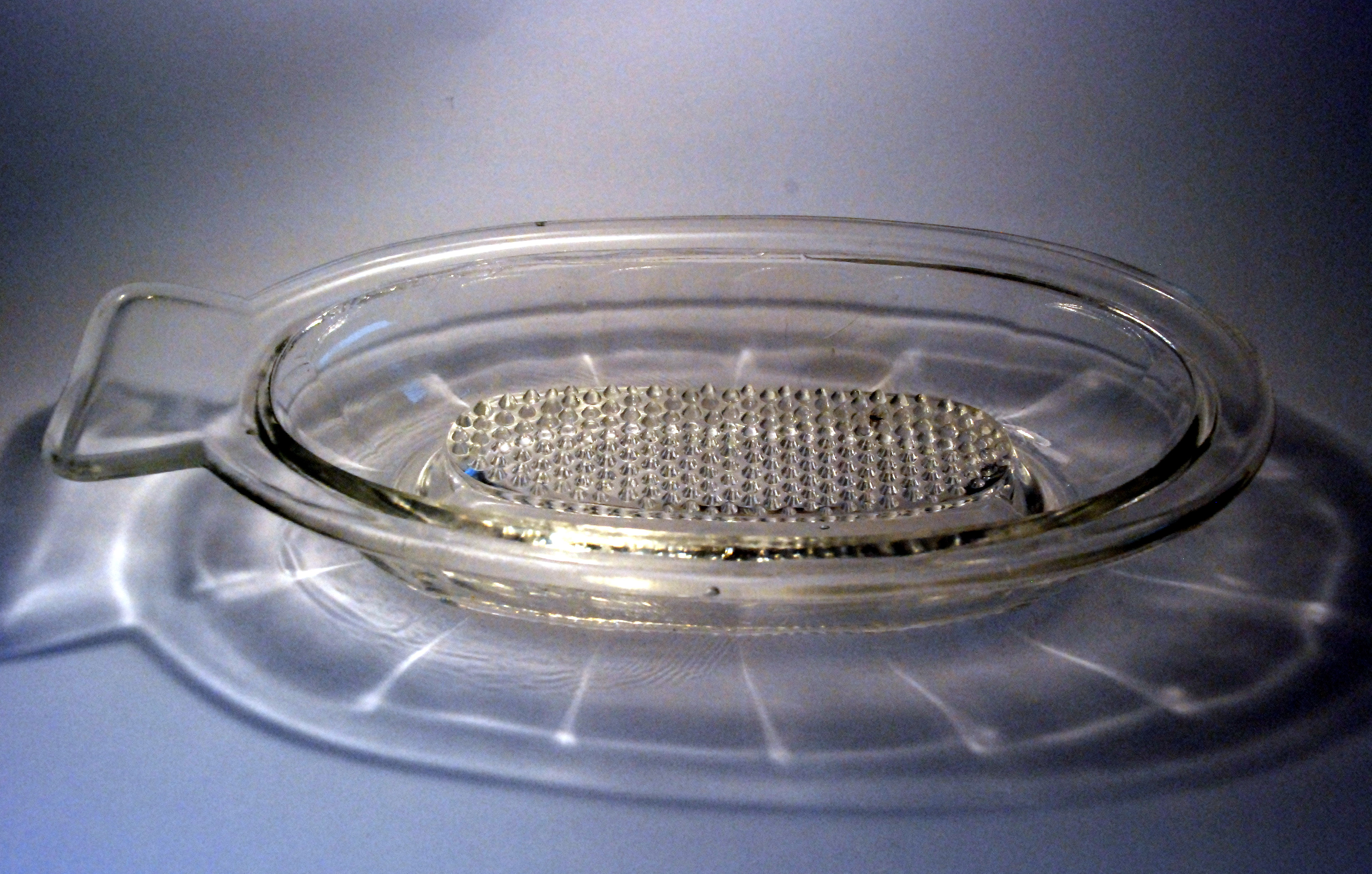
Glasreibe

Eine Küchenreibe (auch kurz Reibe, auch Raspel, Raffel, Schweiz. Raffle, oder Reibeisen) ist ein Küchengerät, das zum klein reiben (raffeln, raspeln) von Lebensmitteln genutzt wird. Abhängig von der Größe der Öffnungen auf der Reibefläche unterscheidet man zwischen Grob- und Feinreiben. Grobreiben dienen vor allem dazu, Gemüse oder Obst zu zerkleinern, während Feinreiben sich zum Zerkleinern von Gewürzen eignen. Reiben werden im Regelfall aus rostfreiem Edelstahl hergestellt, preiswerte Reiben aus Kunststoff werden auch angeboten. Traditionell gibt es auch Reiben aus Porzellan oder Keramik, z. B. für Apfelgeriebenes. Diese vor allem auch in der asiatischen Küche für das Reiben von frischem Ingwer verwendeten Geräte besitzen keine Löcher, sondern nur scharfe hochstehende Zacken. Dabei läuft das geriebene Ingwermus auf der schräggehaltenen Reibe in ein Auffanggefäß. Frühe Küchenreiben sind aus archäologischen Funden bereits seit dem 9. Jahrhundert v. Chr. aus Griechenland und Italien nachgewiesen, wo sie wohlhabenden Verstorbenen zusammen mit Speisegeschirr als Grabbeigabe mitgegeben wurden. Ob diese Reiben zum Zerkleinern von Gewürzen, Käse oder Arzneimitteln dienten, lässt sich aufgrund des aktuellen Forschungsstandes jedoch nicht präzisieren.

## Formenvielfalt
Es gibt viele verschiedene Formen; die einfachste ist ein einseitig arbeitendes flaches Reibeblech, das bisweilen einen Gurkenschlitz aufweist. Beliebt sind vierseitige Geräte (Vierkantreibe), seltener sechsseitige. Oft sind Küchenreiben Kombinationsgeräte, die mehrere Reibearten ermöglichen. Die Möglichkeiten reichen von einer breiartigen Konsistenz über grob und fein geraspelt bis hin zu hauchdünnen Scheiben. Küchenreiben können z. B. für die Herstellung von Rohkostsalaten oder zum Reiben von Parmesankäse benutzt werden. Sie werden häufig zur Herstellung von Kartoffelpuffern verwendet. Das Reiben erfolgt manuell, im Gegensatz zur elektrischen Küchenmaschine. Es gibt allerdings auch mechanische Reiben, die meist durch eine Handkurbel oder einen Reibeschlitten betrieben werden.
Eine besondere Form stellt die Mandoline dar, eine Küchenreibe die meist aus Kunststoff oder rostfreiem Stahl besteht mit wechselbaren Messern für verschiedene Schnittmuster. Sie schneidet von Gemüsestreifen (Julienne) über Rote Bete mit Wellenschnitt bis zu hauchdünnen Kartoffelscheiben.
Regional sind die Bezeichnung Raffel für das Gerät und Raffeln für die Aktivität geläufig. Diese dürften eine Intensivbildung zum Verb raffen sein, das auf einen germanischen Stamm *-hrap zurückgeführt wird. In manchen Gebieten werden auch Hilfsmittel zum Beerensammeln (Heidelbeerkämme, -rechen) als Raffel bezeichnet.

## Material
Die meisten Küchenreiben werden aus Stahl hergestellt. In hochwertigen Reiben wird rostfreier Stahl oder beschichteter Stahl verarbeitet, der beständig gegen Korrosion und Säuren ist und daher eine wesentlich längere Lebensdauer aufweist. Einige Modelle sind aus Kunststoff und ermöglichen das Einsetzen unterschiedlichster Reiben.
Vereinzelt werden Glasreiben angeboten, die vor allem für weiches Reibgut geeignet sind, z. B. zum Reiben von Äpfeln für Babynahrung.

## Beispiele für verschiedene Küchenreiben

### Parmesanreibe

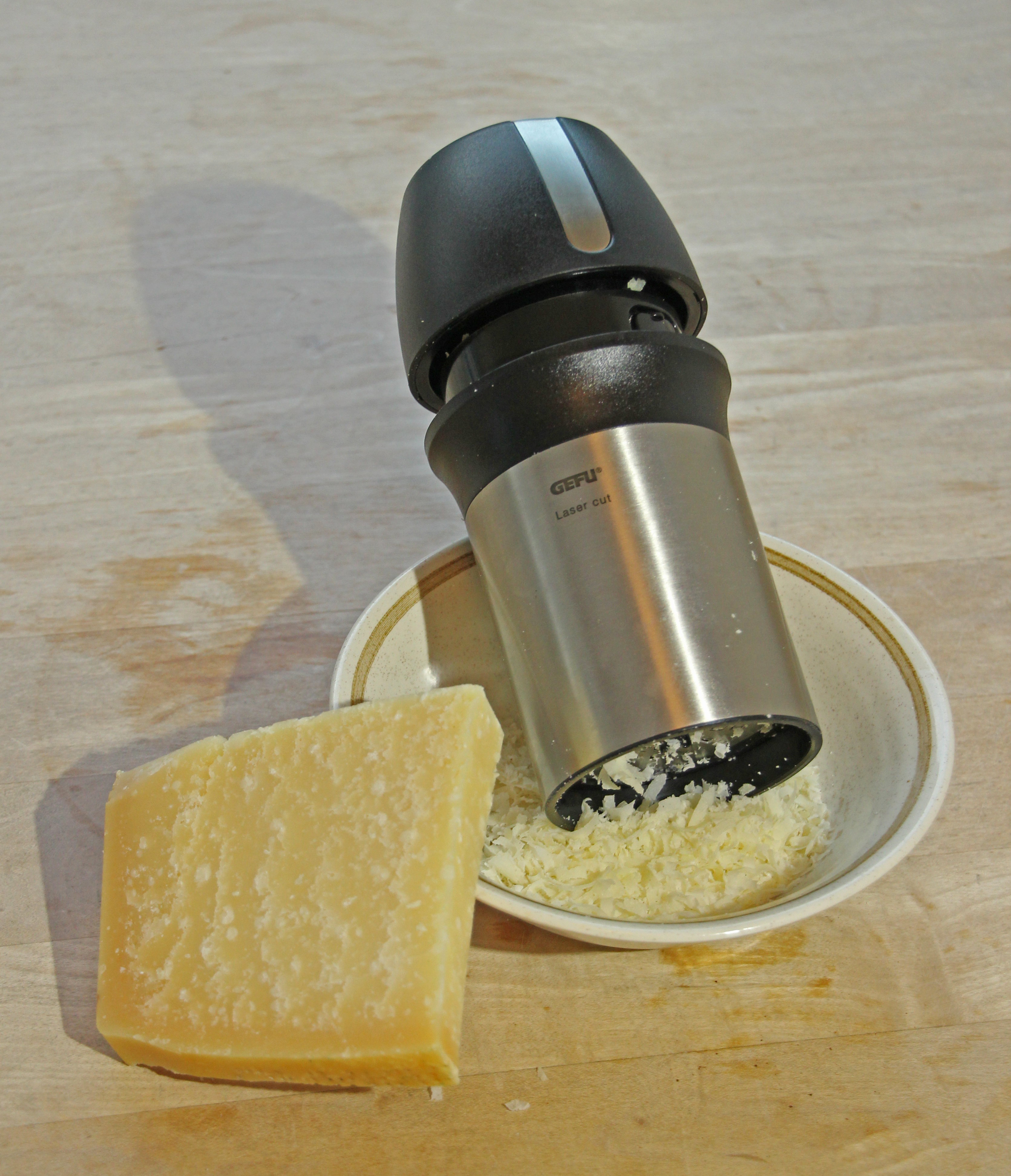
Parmesanreibe

Eine Parmesanreibe ist eine flache Reibe oder ein mechanisches Gerät, um Parmesan zu mahlen.
Letzteres hat eine Trommel mit kleinen, scharfen Zacken, auf die man eine bestimmte Menge Parmesan gibt und diesen dann per Drehung einer kleinen Kurbel zerkleinert, wobei er durch diese Maschen fällt. Um bei diesem sehr harten Käse einen Druck abzugeben, wird der Parmesan zwischen die Reibetrommel und einen Greifarm mit einem leicht halbkreisförmigen Ende geklemmt. Die Richtung der Drehbewegung ist abhängig von der Lage des Käses in der Reibe.

### Muskatreibe

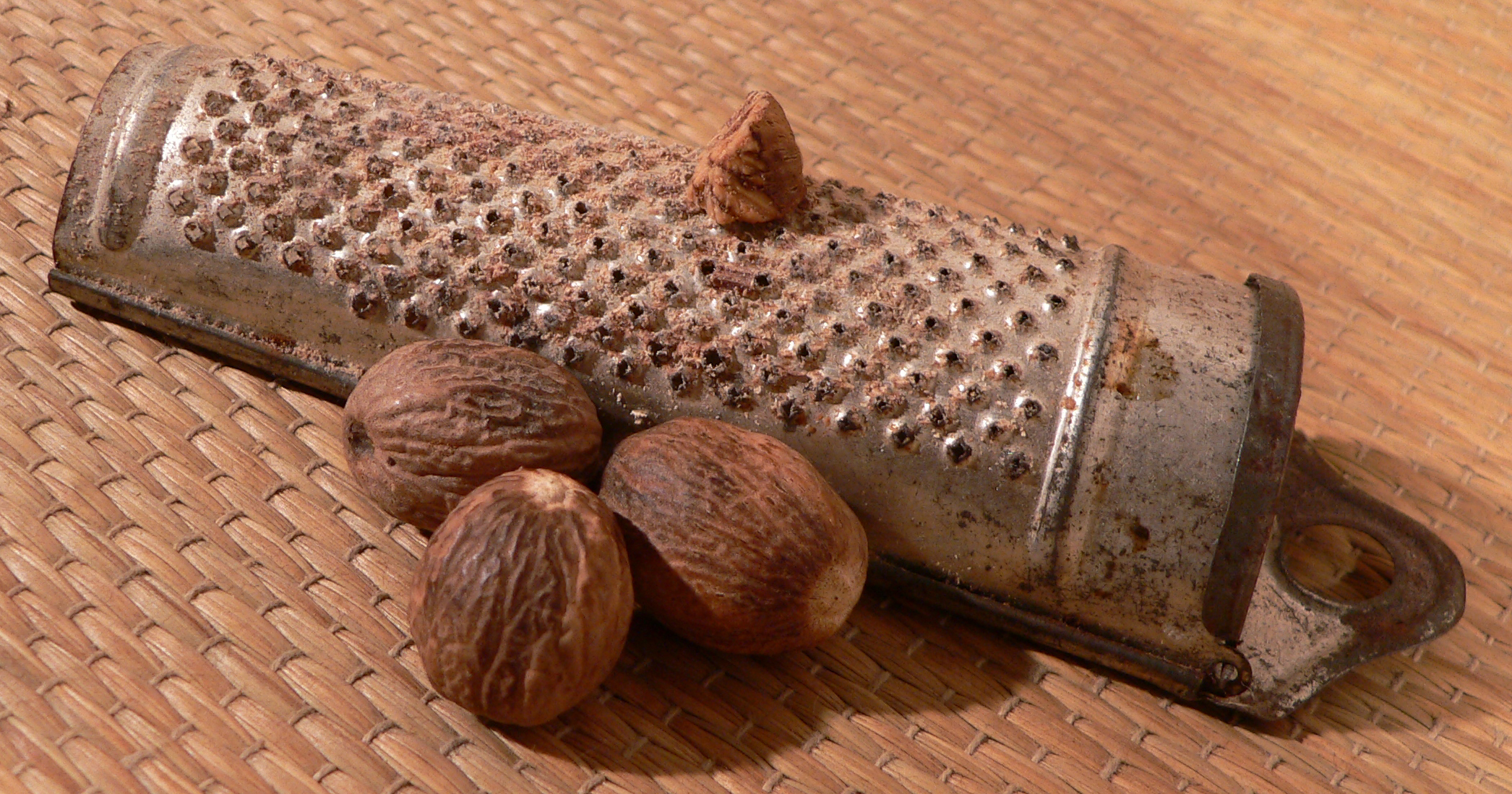
Muskatreibe mit Nüssen

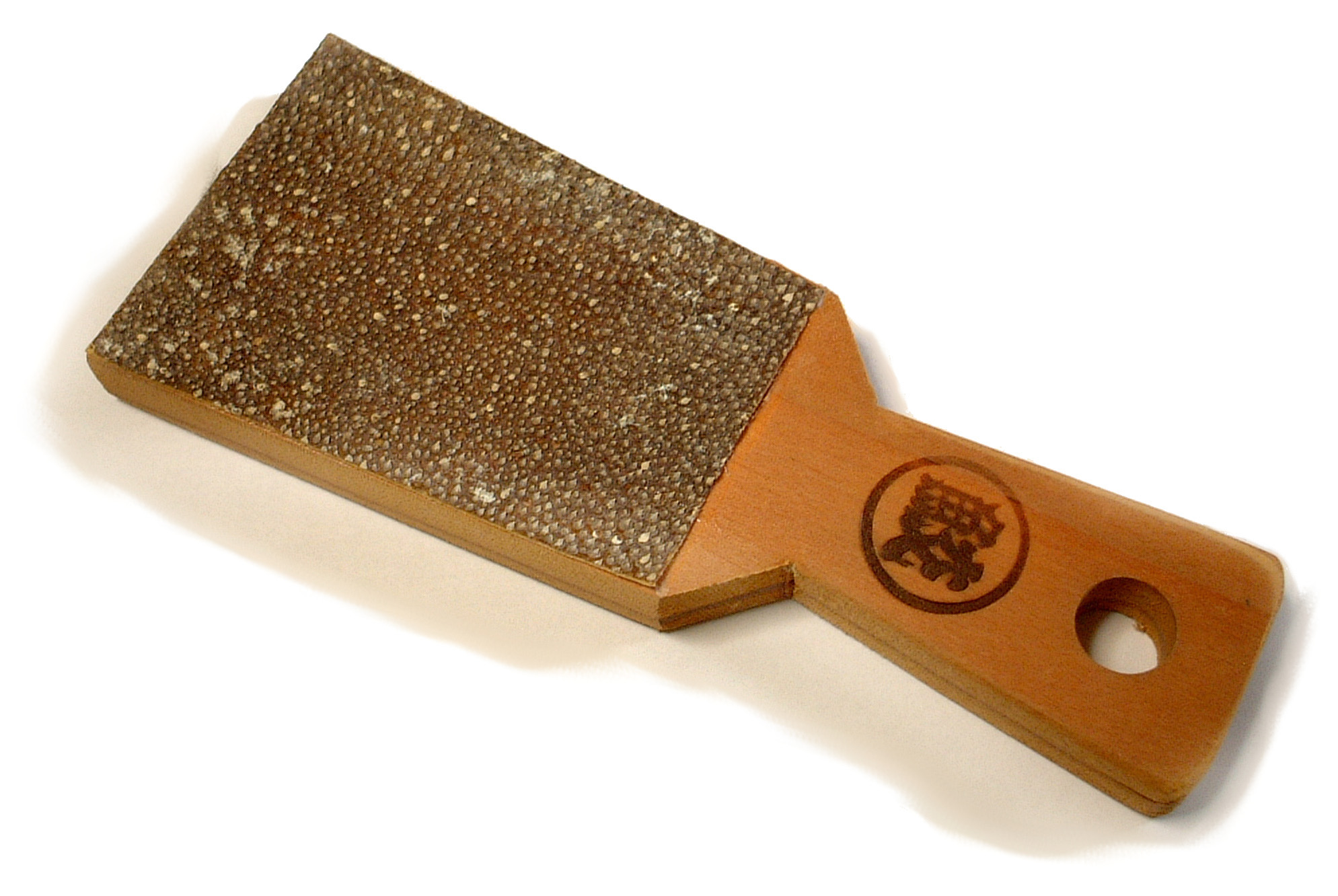
Oroshiki mit Haifischhaut (Samegawa-oroshi) mit „sehr feiner“ Reibefläche

Eine Muskatreibe dient zum Reiben von Muskat. Sie ist eine kleine Reibe (8 bis 12 cm lang) mit feiner Reibfläche, um feines Muskatpulver zu erhalten. Sie ist halbzylindrisch und konisch; am oberen Ende ist sie heute oftmals mit einem kleinen Vorratsbehälter mit Deckel zum Aufbewahren der Muskatnüsse versehen. Manche Modelle sind komplett zylinderförmig und erlauben eine Aufbewahrung der Nüsse im gesamten (dann mit Deckeln verschlossenen) Reibenkörper. Trotz oder gerade wegen ihrer kompakten Bauweise sind Muskatreiben in Haushaltsgeschäften recht teuer. Muskatnüsse sind heute einige der wenigen Gewürze, die nahezu ausschließlich frisch gerieben in der europäischen Küche verwendet werden.

### Ingwer- und Wasabireibe
Die Ingwer- oder Wassabireibe (sogenannte Oroshiki) ist der Muskatreibe in der Größe ähnlich. Traditionell bestanden diese Geräte der japanischen Küche aus verzinnten Kupferplatten mit vielen herausstehenden Zähnen, jedoch ohne Perforation des Metalls. Ein alternatives Material war Haifischhaut. Die Oroshiki werden heute häufig aus Keramik oder Porzellan hergestellt. Die Bauart mit den herausstechenden Zähnen führt dazu, dass die Fasern beispielsweise von Ingwer von der Reibe festgehalten werden, während der Saft und die Ingwermasse, die zum Würzen benutzt werden, an der Seite herablaufen. Die Nahrungshistorikerin Bee Wilson nennt die japanischen Oroshiki und die europäischen Muskatreiben als Beispiel dafür, dass die Form eines Küchengerätes ihrer Funktion folgt. Die Muskatnussreibe weist feine Löcher auf, damit das Mehl der geriebenen Muskatnuss direkt in die zu würzenden Speisen fällt. Die japanischen Reiben dagegen sind darauf ausgerichtet, die Fasern der darauf geriebenen Gewürzpflanzen aufzufangen.

### Trüffelreibe

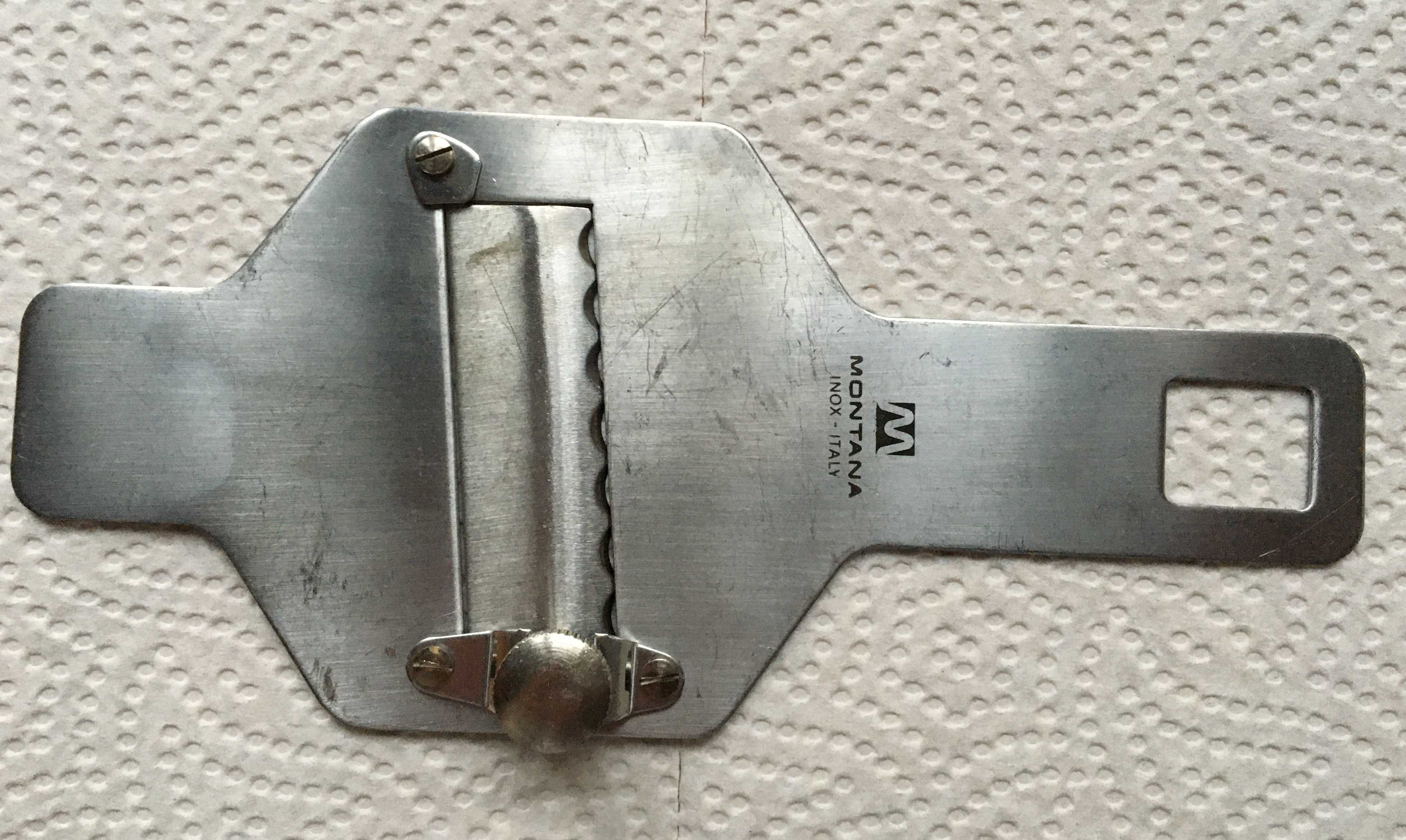
Trüffelreibe mit wechselbarer Klinge

Die Trüffelreibe (oder auch Trüffelhobel) gehört zu den kleinsten Reibeisen überhaupt. Ihr einziger Zweck besteht darin, hauchfeine Trüffelscheibchen zu erzeugen, die nur sehr dünn geschnitten ihr volles Aroma entfalten. Mit der Trüffelreibe kann man auch Knoblauch-Zehen in ganz dünne Scheiben zerteilen, statt sie in der Knoblauchpresse zu zerdrücken. Im Gegensatz zur festen Trüffelreibe oder zum Gemüsehobel hat der Trüffelhobel ein fein verstellbares Messer, mit dem sich die Scheibendicke sehr genau variieren lässt.

### Elektrische Reibe

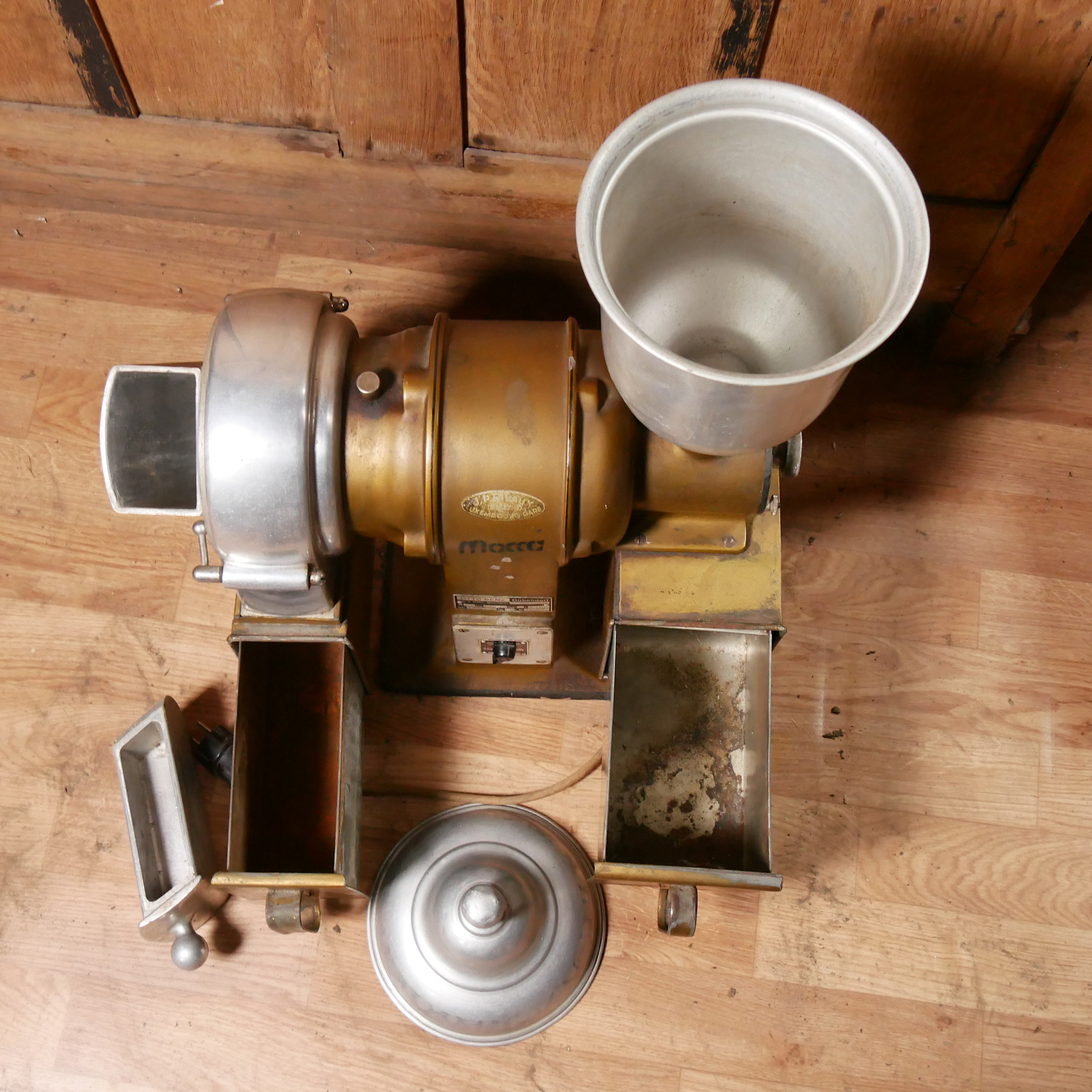
Elektrische Käse- und Kaffeereibe, um 1930

Wie viele Küchengeräte in der zweiten Hälfte des 20. Jahrhunderts wurden auch die Reiben automatisiert und mit einem elektrischen Antrieb versehen. Es entstand die elektrische Küchenreibe, welche mit einer Vielzahl an Aufsätzen versehen werden kann. Je nach Bedarf können die Aufsätze zum Grobreiben, Feinreiben, Schleifen oder zum Schneiden von Scheiben gewechselt werden. Für Industrieküchen gibt es auch elektrische Reiben, die nur eine Funktion erfüllen, zum Beispiel Reiben von Hartkäse.

### Keramikreibeteller
Der Keramikreibeteller ist ein Küchenutensil zum Zerkleinern von Lebensmitteln wie Gemüse oder Käse. Er besteht aus hochwertiger Keramik, einem langlebigen Material. Die Idee des Reibens von Lebensmitteln hat ihre Wurzeln in alten Zivilisationen wie China und Ägypten, wo Reibsteine verwendet wurden.

## Reinigung
Insbesondere bei Feinreiben setzen sich die feinen Öffnungen auf der Reibefläche häufig mit dem Reibgut – z. B. Zitronenschalen – zu. Diese mit Wasser und Spülbürste häufig nur schwer zu entfernenden Verschmutzungen lassen sich durch Reiben mit Würfelzucker entfernen: Die Zuckerkristalle sind hart und scharf genug, um den Besatz zu beseitigen, aber zu weich, um die Schneiden der Reibe abzustumpfen.